# Grielum grandiflorum
Grielum grandiflorum är en tvåhjärtbladig växtart som först beskrevs av Carl von Linné, och fick sitt nu gällande namn av George Claridge Druce. Grielum grandiflorum ingår i släktet Grielum och familjen Neuradaceae. Inga underarter finns listade i Catalogue of Life.

## Bildgalleri

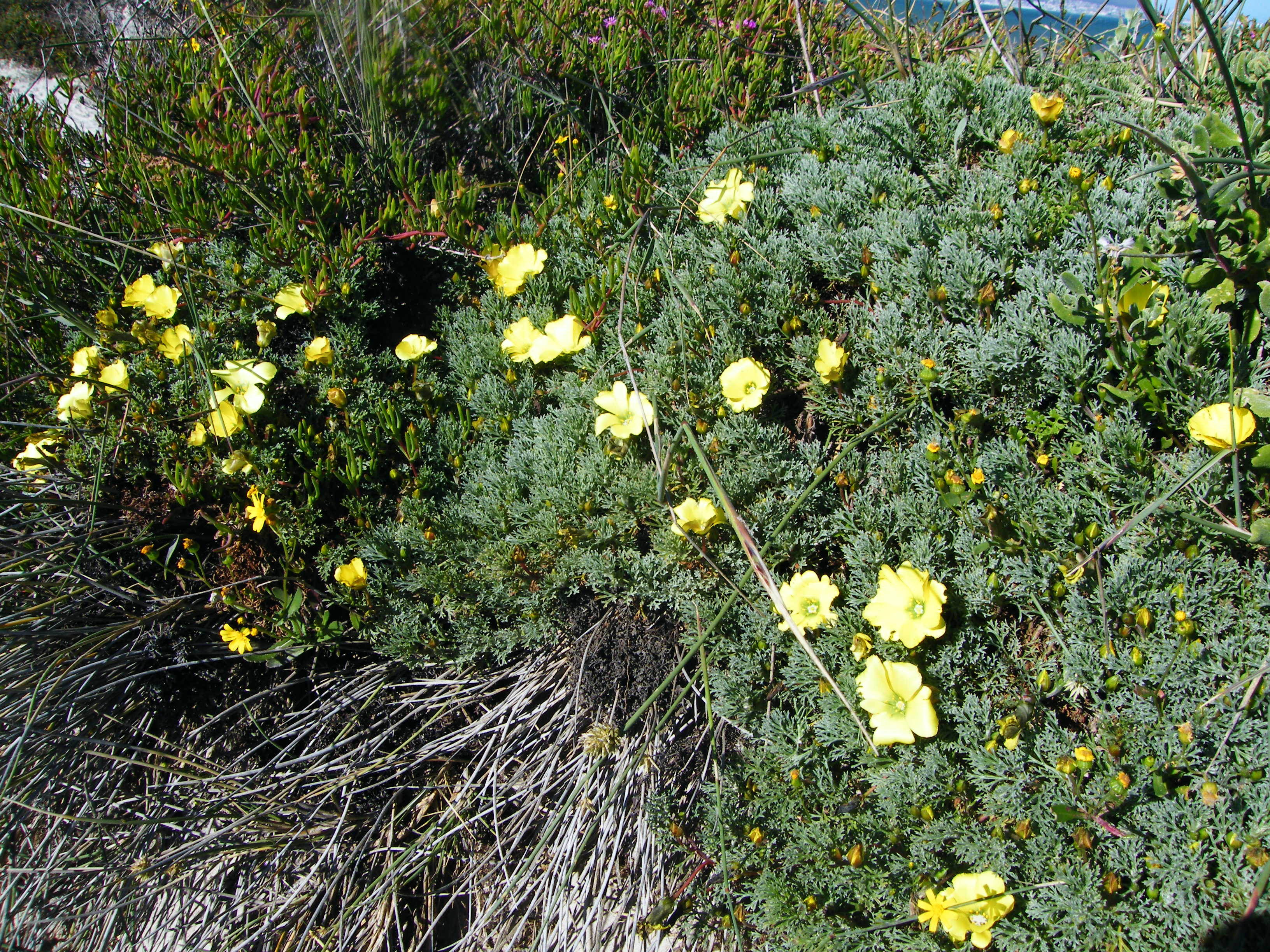
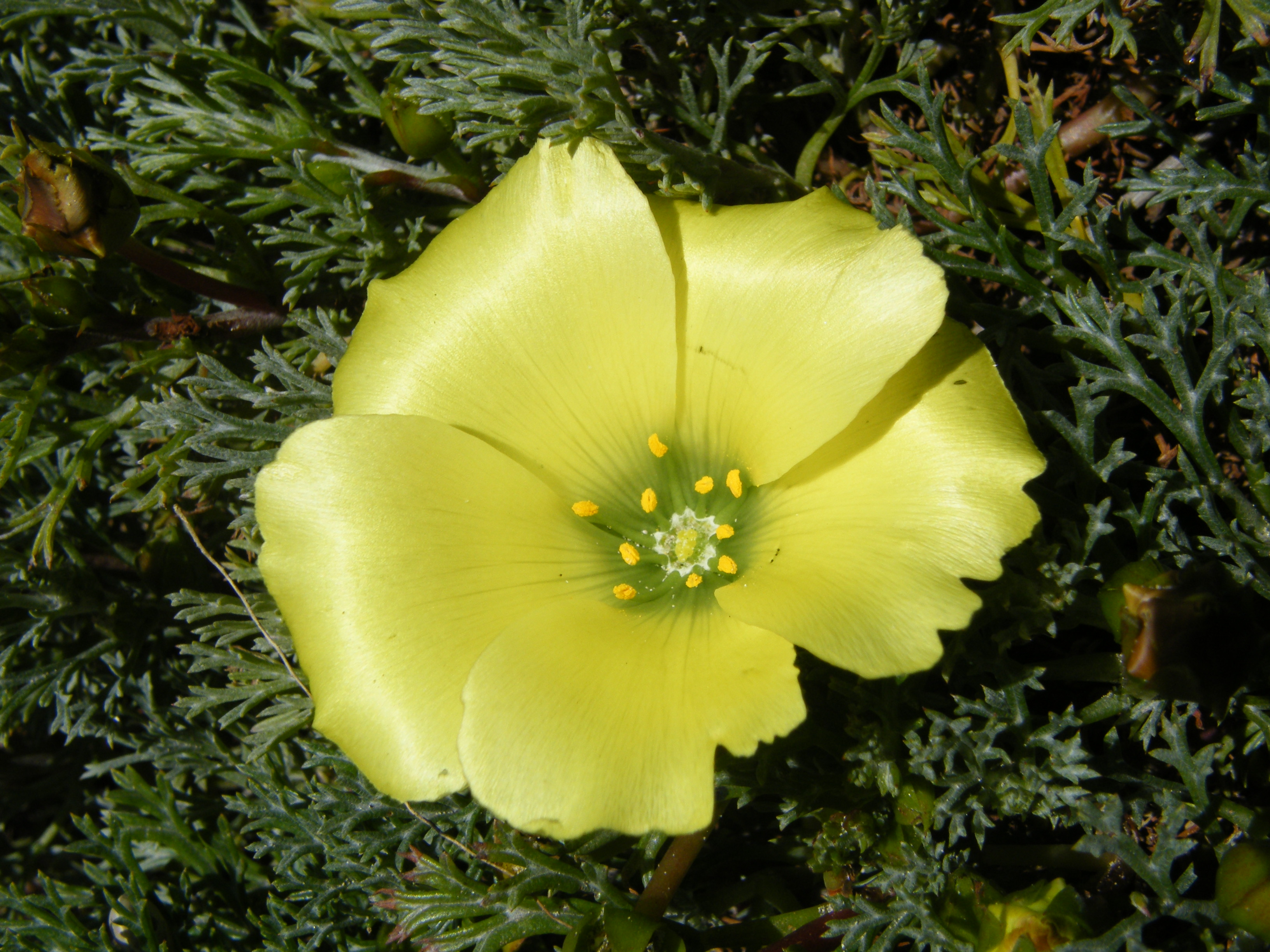